# Bahnstrecke Michálkovice–Doubrava
| Kursbuchstrecke (SŽ): | -                    |                                           |                                           |
| Streckenlänge: | 10,470 km            |                                           |                                           |
| Spurweite: | 1435 mm (Normalspur) |                                           |                                           |
| Streckenklasse: | C3                   |                                           |                                           |
| Streckengeschwindigkeit: | 40 km/h              |                                           |                                           |
| |                      |                                           |                                           |
| \| \| \| von Ostrava uhelné nádraží \| \| \| \| 0,000 \| Michálkovice früher Michalkowitz \| Michálkovice früher Michalkowitz \| \| \| \| Důl Fučík 2 \| \| \| \| \| Důl Václav (Pionýr 2) \| \| \| \| 2,775 \| Petřvald früher Albrechtsweiche \| Petřvald früher Albrechtsweiche \| \| \| \| Důl Evžen (Pionýr 3) \| \| \| \| \| Poruba \| \| \| \| \| ehem. Důl Žofie (Fučík 5) \| \| \| \| \| Verbindung zur Bahnstrecke Žilina–Bohumín \| \| \| \| \| Orlová hlavní jáma \| \| \| \| \| von Bohumín \| \| \| \| \| Doubrava früher Dombrau \| \| \| \| \| nach Žilina \| \| |                      |                                           |                                           |
| Strecke |                      | von Ostrava uhelné nádraží                | von Ostrava uhelné nádraží                |
| ehemaliger Dienststation / Betriebs- oder Güterbahnhof | 0,000                | Michálkovice früher Michalkowitz          | Michálkovice früher Michalkowitz          |
| Abzweig geradeaus und ehemals von rechts |                      | Důl Fučík 2                               | Důl Fučík 2                               |
| Abzweig geradeaus und ehemals von links |                      | Důl Václav (Pionýr 2)                     | Důl Václav (Pionýr 2)                     |
| ehemaliger Dienststation / Betriebs- oder Güterbahnhof | 2,775                | Petřvald früher Albrechtsweiche           | Petřvald früher Albrechtsweiche           |
| Abzweig geradeaus und ehemals nach links |                      | Důl Evžen (Pionýr 3)                      | Důl Evžen (Pionýr 3)                      |
| Dienststation / Betriebs- oder Güterbahnhof |                      | Poruba                                    | Poruba                                    |
| Abzweig geradeaus und ehemals von links |                      | ehem. Důl Žofie (Fučík 5)                 | ehem. Důl Žofie (Fučík 5)                 |
| Abzweig ehemals geradeaus und nach links |                      | Verbindung zur Bahnstrecke Žilina–Bohumín | Verbindung zur Bahnstrecke Žilina–Bohumín |
| Dienststation / Betriebs- oder Güterbahnhof (Strecke außer Betrieb) |                      | Orlová hlavní jáma                        | Orlová hlavní jáma                        |
| Abzweig ehemals geradeaus und von links |                      | von Bohumín                               | von Bohumín                               |
| Dienststation / Betriebs- oder Güterbahnhof |                      | Doubrava früher Dombrau                   | Doubrava früher Dombrau                   |
| Strecke |                      | nach Žilina                               | nach Žilina                               |

Die Bahnstrecke Michálkovice–Doubrava ist eine nur dem Güterverkehr dienende Eisenbahnverbindung in Tschechien, die ursprünglich als Freiherr von Rothschildsche Montanbahn Michalkowitz–Dombrau erbaut und betrieben wurde. Sie verläuft von Michálkovice (Michalkowitz) nach Doubrava u Orlové (Dombrau).

## Geschichte

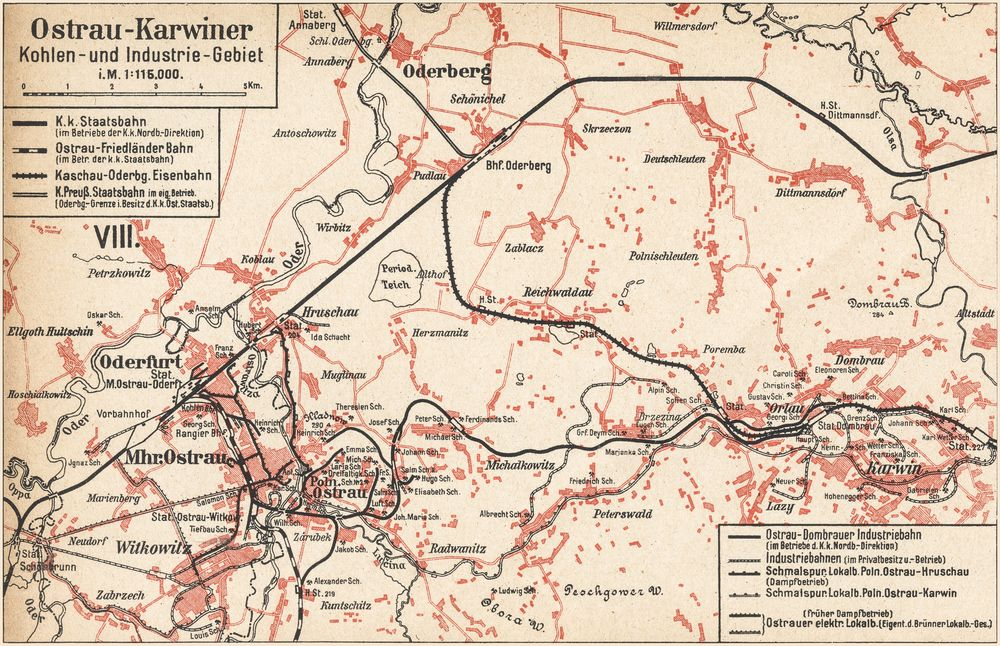
Industriegebiet Ostrau-Karwin um 1900

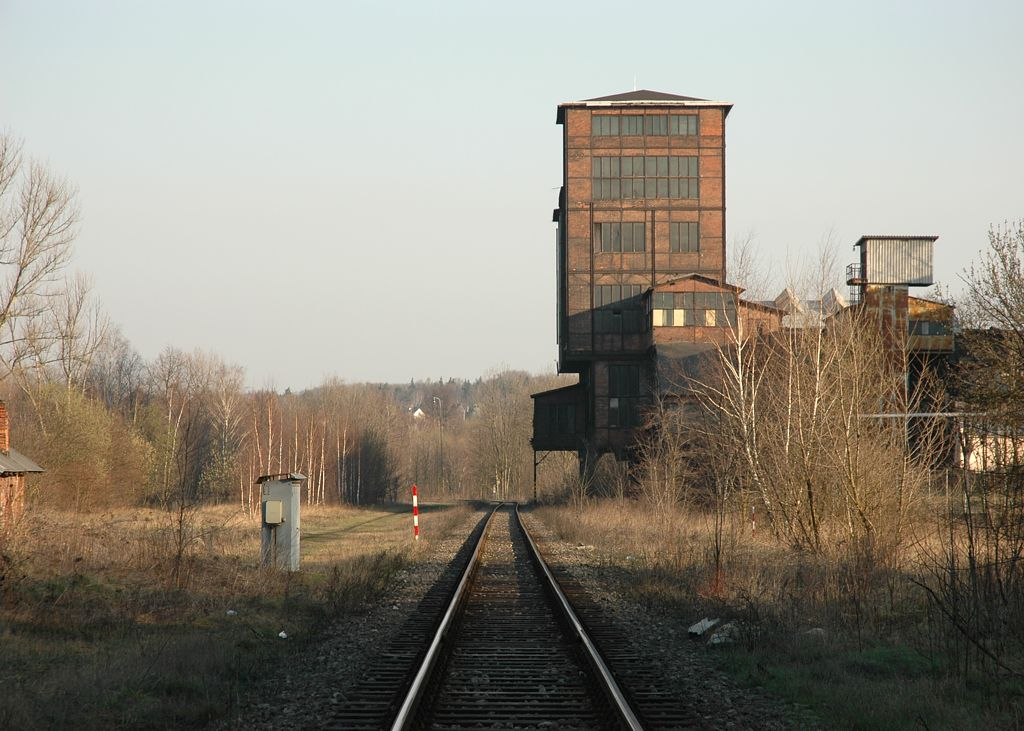
Bahnhof Michálkovice (2008)

Die Erweiterung der bestehenden Montanbahn Mährisch Ostrau–Michalkowitz nach Dombrau initiierte Anselm Salomon von Rothschild, Eigentümer der Witkowitzer Eisenwerke. Die am 12. September 1870 in Betrieb genommene Strecke verband Michalkowitz mit der Grube Bettina in Dombrau und besaß Abzweigungen zur Grube Eleonora und Stará strojová in Orlau. In Dombrau bestand zudem Anschluss an das Netz der k.k. priv. Kaschau-Oderberger Bahn. Im Jahr 1886 ging die Strecke per Kauf an die k.k. priv. Kaiser Ferdinands-Nordbahn (KFNB) über.
Heute gehört die Strecke zum Netz von Advanced World Transport (AWT).